# Josua Zweifel
Josua Zweifel (Glarus, 10 de setembre de 1854 - Riu Níger, 16 de setembre de 1895) va ser un comerciant i explorador suís que es va fer famós arran del descobriment de les fonts del Níger i de l'exploració de l'interior de Sierra Leone.

## Biografia
Josua Zweifel nasqué a Glarus el 1854 en una família modesta, el seu pare era un artesà del poble. Va fer tots els seus estudis a Glarus i quan tenia 18 anys va entrar a treballar a l'empresa marsellesa C.A. Verminck com a agent comercial. En el marc de la seva feina va emprendre un viatge a l'Alt Níger amb Marius Moustier de juliol a octubre del 1879. També visitaren l'interior de Sierra Leone, per a realitzar nous contactes comercials i alhora explorar les fonts del riu. Amb una caravana de setanta-cinc homes se'n va anar de la seva base d'operacions a Sierra Leone, Rotombo, cap a Port Loko. Des d'allà, explorà una zona situada entre els rius Rokel i Scarcies en dirigir-se cap a Falaba. Allà es va trobar amb el governant Solimanas, Manga Sewa, i gràcies al seu suport van poder explorar la font de la Rokel. Després de creuar les muntanyes, va arribar a Kolako, a prop del riu Tembi. Zweifel només va poder observar aquesta deu sagrada des de certa distància, ja que se li va negar l'accés a la font. El 4 d'octubre, la caravana emprengué finalment el camí de tornada.
Josua Zweifel va morir el 16 de setembre de 1895 arran d'un accident que ocorregué a bord del vapor «Croft» durant una travessia del riu Níger.